# 129 aC
El 129 aC va ser un any del calendari romà prejulià. Durant la República i l'Imperi Romà es coneixia com l'Any del Consolat de Tudità i Aquil·li o també any 625 Ab urbe condita o de la fundació de la ciutat). L'ús del nom «129 aC» per referir-se a aquest any es remunta a l'alta edat mitjana, quan el sistema Anno Domini va ser el mètode de numeració dels anys més comú a Europa.

## Esdeveniments

### Imperi Part
- Fraates II de Pàrtia inicia una ofensiva a Mesopotàmia i derrota i mata a Antíoc VII en la batalla d'Ecbàtana. El seu fill Seleuc cau presoner.[2]

### Antiga Grècia
- Clitòmac de Cartago, segons Diògenes Laerci, succeeix a Carnèades al capdavant de l'Acadèmia a la mort del mestre.[3]

### República Romana
- Gai Semproni Tudità i Mani Aquil·li són elegits cònsols.[4]
- Les disputes provocades per la llei agrària de Tiberi Semproni Grac, que per la seva aplicació s'havien nomenat triumvirs, obliguen a traspassar la seva implementació al cònsol Tudità. S'ha de decidir sobre les terres d'estrangers aliats a Roma, que una comissió dels Gracs havia annexat per a fer-ne ús com a terres de conreu. Però Tudità, conscient de les grans dificultats que el tema presenta, evita prendre cap decisió al·legant que ha d'anar a Il·líria per fer la guerra.[5]

### Il·líria
- Semproni Tudità fa la guerra als iapods, primer sense gaire èxit però els derrota, per l'habilitat del seu legat Dècim Juni Brut Galaic que ja havia obtingut glòria a Hispània anteriorment.[6][7] A la tornada a Roma celebra un triomf. Immortalitza les seves victòries sobre els iapods i els istris amb una inscripció en una estàtua[8] i amb una dedicatòria al déu fluvial Timavus a la ciutat d'Aquileia, que està escrita en versos saturnins i de la que se'n van trobar dos fragments el 1906.[9]

### Àsia Menor
- Mani Aquil·li posa fi a la guerra contra Aristònic de Pèrgam que ja quasi havia liquidat el seu predecessor Perpenna. Porta Aristònic a Roma, i l'exhibeix en el triomf que li decreta el Senat. Aristònic, després, és decapitat. En tornar a Roma, és acusat per Publi Corneli Lèntul d'una mala administració a la seva província, però en surt absolt després d'haver subornat els jutges.[10][11]

## Necrològiques
- Antíoc VII Sidetes (mort en combat). Pateix una emboscada del rei Fraates II de Pàrtia i mor en la batalla d'Ecbàtana,[2]
- Carnèades, filòsof grec (data aproximada).[12]
- Publi Corneli Escipió Emilià Africà Menor. Segons Plutarc[13] mor a casa seva després de sopar, però no se sap com va ser. Alguns diuen que de mort natural, altres que es suïcida amb verí, i altres que els seus enemics entren a la casa a la nit i l'ofeguen al llit.